# Bildstock (Dennach)

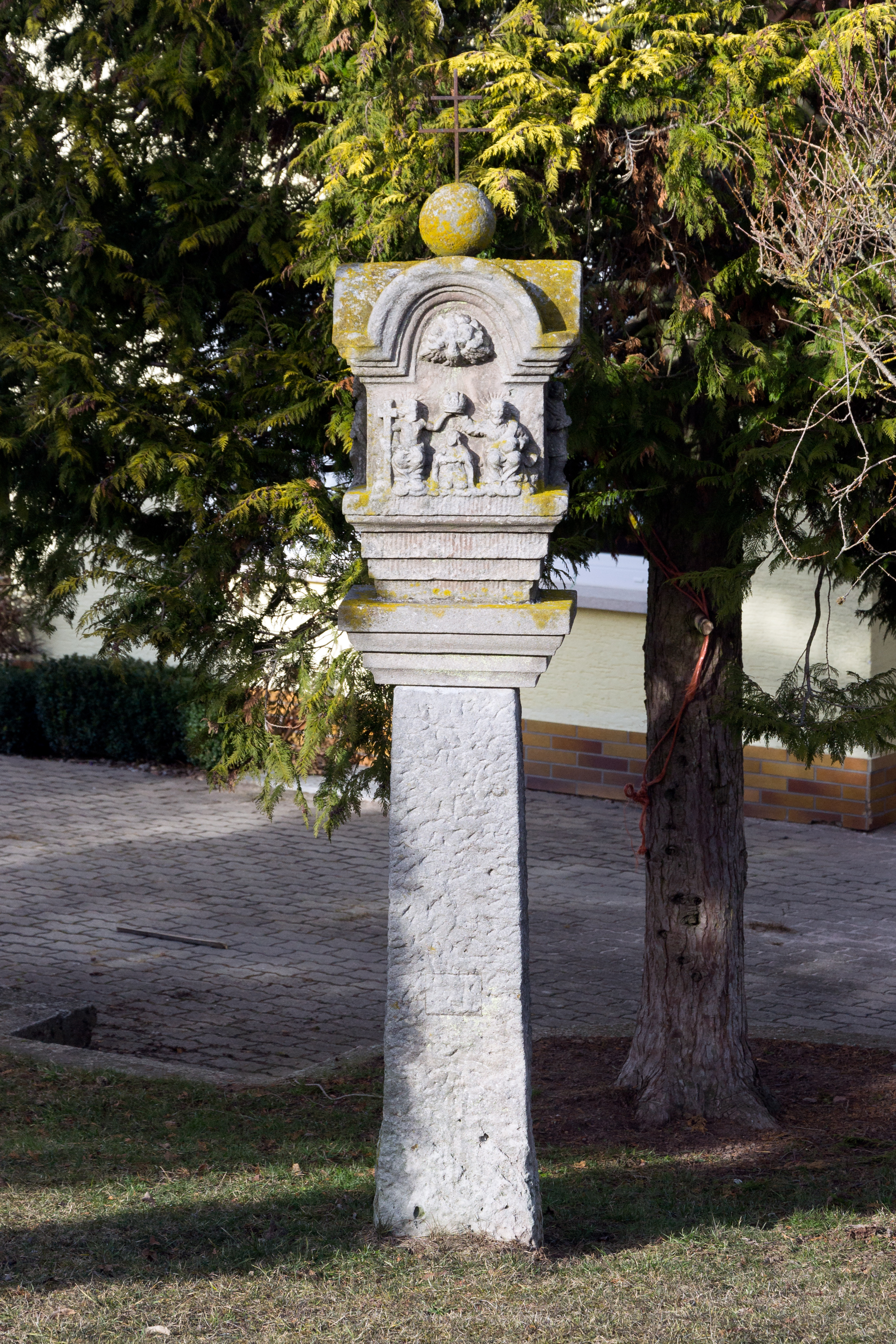
Bildstock vor dem Anwesen Dennach 3

Der Bildstock vor dem Anwesen Dennach 3 ist ein im 18. Jahrhundert entstandenes Kleindenkmal im Weiler Dennach, einem Gemeindeteil der oberfränkischen Stadt Kronach.
Ursprünglich stand der aus Sandstein gefertigte Bildstock rund 1,5 Kilometer weiter östlich im Tal der Haßlach in der Nähe der Stressener Brücke. Von dort wurden die Einzelteile der im Laufe der Zeit verfallenen Marter nach Dennach gebracht, wo sie bis 1956 vor der Scheune des Anwesens Dennach 1 aufgestellt war. Seit einem Brand der Scheune und deren anschließenden Neuerrichtung sind Sockel und Schaft des einst drei Meter hohen Bildstocks verschollen; möglicherweise wurden sie bei den Bauarbeiten als Rollierung verwendet. Erhalten ist lediglich der heute unter Denkmalschutz stehende vierseitige Marteraufsatz. Im Jahr 1984 wurde durch den Kronacher Steinmetzmeister Günter Gehring ein neuer Schaft mit Kapitell angefertigt, um das Denkmal wieder vervollständigen zu können. Die Neuerrichtung des Bildstocks an seinem heutigen Standort im Vorgarten des Anwesens Dennach 3 erfolgte am 1. Dezember 1984.
Auf einen Sockel wurde hierbei verzichtet. Der vierseitige Pfeilerschaft verjüngt sich nach oben hin und endet in einem gestuften Kapitell; er wurde bewusst schlicht gestaltet, um sich von dem historischen Aufsatz abzuheben. Dieser ist an seiner Basis ebenfalls dreifach gestuft. An drei der vier Seiten befinden sich Reliefs mit Heiligenbildern: Die Stirnseite zeigt die Krönung Mariens durch die Trinität, an den beiden Schmalseiten sind der heilige Heinrich und wahrscheinlich der heilige Johannes Nepomuk dargestellt; dieses Relief ist allerdings beschädigt. An der vierten Seite war ursprünglich eine bemalte Blechtafel angebracht, die jedoch abgegangen ist. Das Dach des Aufsatzes mit eingezogenen Rundbogengiebeln trägt als Bekrönung eine Steinkugel mit eisernem Doppelbalkenkreuz.